# نجد (فلم)
نجد فيلم درامي سعودي عرض أول مرة في يناير 2020. وهو أول فيلم سعودي يعرض في السينما السعودية. يصور الفيلم الحياة الاجتماعية في منطقة نجد في فترة الخمسينيات من القرن الماضي، وصورت 90% من مشاهده في مدينة الرياض. حصد الفيلم جائزة (الصقر الخليجي الطويل) في مهرجان العين السينمائي في دورته للعام 2020. وهو أحد الأفلام المشاركة في مهرجان تشانغتشون السينمائي 2020 بالصين.
ألف الفيلم وأنتجه خالد الراجح، وأخرجه المخرج سمير عارف. وبطولة كلٍ من حياة الفهد، مريم الغامدي، إبراهيم الحربي، زهرة الخرجي، ميساء مغربي، علي السبع، أميرة محمد، مصطفى هريدي، امتنان محمد، ماجد مطرب وآخرين.

## روابط خارجية
- مقالات تستعمل روابط فنية بلا صلة مع ويكي بيانات